# Neuilly-Saint-Front
Neuilly-Saint-Front – miejscowość i gmina we Francji, w regionie Hauts-de-France, w departamencie Aisne.
Według danych na styczeń 2014 roku gminę zamieszkiwało 2206 osób, a gęstość zaludnienia wynosiła 122,9 osób/km².